# Колбасов
Колба́сов (словац. Kolbasov) — село в Словаччині, Снинському окрузі Пряшівського краю. Розташоване в північно-східному куті Словаччини на кордоні з Польщею, біля прикордонного села Улич.

## Історія
Давнє лемківське село. Вперше згадується у 1548 році.
Вбивство місцевими селянами у грудні 1945 р. 14 євреїв комуністичною пропагандою наступні півсторіччя приписувалось рейдові УПА, котрий насправді проходив кількома місяцями раніше.

## Населення
| Рік:            | 1993 | 2003     | 2013     | 2023     |
| --------------- | ---- | -------- | -------- | -------- |
| Кількість осіб: | 183  | 119      | 89       | 62       |
| Різниця:        |      | -34,97 % | -25,21 % | -30,33 % |

| Рік:            | 2022 | 2023    |
| --------------- | ---- | ------- |
| Кількість осіб: | 64   | 62      |
| Різниця:        |      | -3,12 % |

В селі проживає 117 осіб.
Національний склад населення (за даними останнього перепису населення — 2001 року):
- словаки — 84,62 %
- русини — 7,69 %
- українці — 2,31 %

Склад населення за приналежністю до релігії станом на 2001 рік:
- греко-католики: 92,31 %
- православні: 1,54 %
- римо-католики: 0,77 %,
- не вважають себе віруючими або не належать до жодної вищезгаданої церкви: 5,39 %.